# Ulmus harbinensis
Ulmus harbinensis är en almväxtart som beskrevs av S.Q. Nie och G.Q. Huang. Ulmus harbinensis ingår i släktet almar, och familjen almväxter. Inga underarter finns listade i Catalogue of Life.